# Kissin' Dynamite
Kissin' Dynamite est un groupe de hard rock allemand, originaire de Reutlingen.

## Biographie

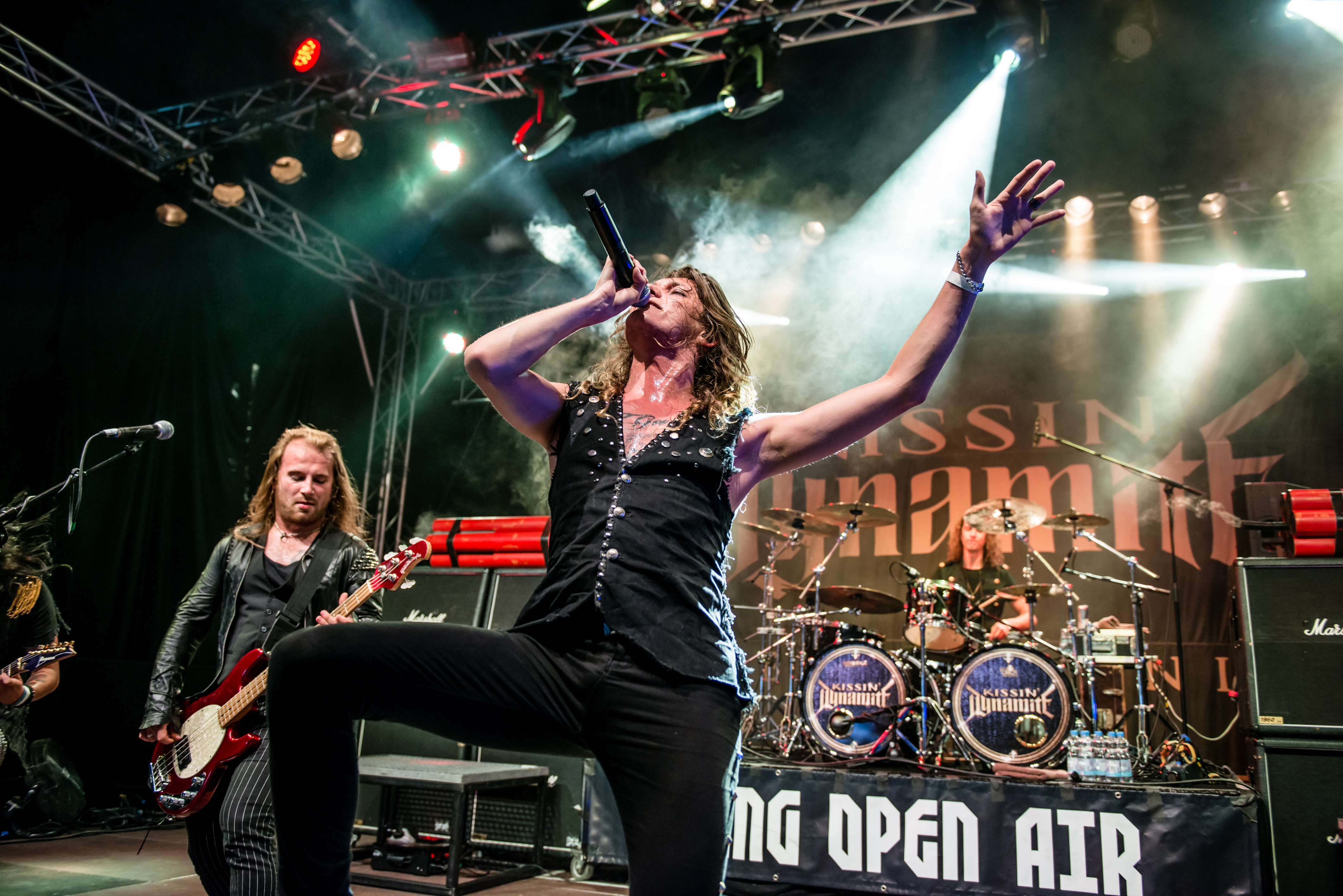
Kissin Dynamite au Neukirchen Dong Open Air (17/07/2015).

Avant Kissin' Dynamite, les membres du groupe formaient le groupe Blues Kids en 2002. Jusqu'en 2007, Blues Kids joue essentiellement du blues. Ils sortiront même deux albums : en 2004 avec We Go the Way of Rock n Roll, et en 2007 avec Blues Kids. 
En 2007, ils décident de changer le nom du groupe, et donc changer de style, car, selon les propos du chanteur dans une interview accordée au site Heavy News, « ils avaient grandi » et donc avaient « d'autres envies ». Dans cette même interview, le chanteur raconte comment le nom du groupe a été adopté : alors qu'ils étaient assis tous ensemble en quête d'un nom de groupe, le téléphone du batteur Andreas Schnitzer sonne. La sonnerie était la chanson Kissin' Dynamite du groupe AC/DC. C'est ce nom qui est retenu pour le nom du groupe, car il sonnait, selon Hannes Braun, « dangereux, puissant et explosif. »
Après leur rencontre avec l'équipe de production Elephant Music, leur premier album, sous le label EMI, Steel of Swabia est publié le 18 juillet 2008. Addicted to Metal (91e des classements allemands) suivra deux ans après, le 26 mars 2010. En 2012, ils changent de label pour aller chez AFM Records. Celui-ci leur permet de sortir Money, Sex and Power (50e des classements allemands) le 23 mars 2012, puis Megalomania (17e des classements allemands) le 5 septembre 2014. 
Le 20 novembre 2015, sur leur site officiel, le groupe annonce que leur cinquième album studio sortira pendant l'été 2016, puisque les chansons sont finies d'être écrites et que l'enregistrement est en cours. Une tournée s'ensuit, débutant le 20 octobre 2016 à Berlin. Le 28 avril 2016, le groupe dévoile le nom de leur futur album et sa date de sortie : il s'intitule Generation Goodbye, et est prévu pour le 8 juillet au label AFM Records, mais avec Hannes Braun en tant que producteur pour la première fois. Il contient onze chansons dont la liste est dévoilée le 14 mai sur leur page Facebook. Le 27 mai 2016, le groupe publie le clip de la chanson Hashtag Your Life de leur futur album Generation Goodbye. Après sa sortie, Generation Goodbye atteint la 14e place des classements allemands, et la 59e des classements suisses,. Sur la tournée promotionnelle du cinquième opus, le concert joué à Stuttgart est immortalisé en l'enregistrant, ce qui donne leur premier album live intitulé Generation Goodbye - Dynamite Nights publié le 14 juillet 2017. Dans la foulée, la quintette enchaîne rapidement avec leur sixième album intitulé Ecstasy et tombe dans le bacs le 6 juillet 2018 ce coup-ci sous Metal Blade Records.
Le 24 février 2021, le batteur Andreas Schnitzer, annonce sur son compte Instagram qu'il quitte le groupe et son message est également diffusé sur le compte du groupe. Les autres membres comme Andreas Braun et Hannes Braun rebondissent sur son départ avec émotion. Le départ de Schnitzer se fait pour des raisons de divergence d'opinions entre le groupe et lui, selon son message, mais en bonne entente avec ses coéquipiers. L'élu de ce premier changement de line-up depuis les débuts du groupe répond au nom de Sébastian Berg.
Ainsi, avec ce nouveau line-up, l'album Not The End Of The Road sort le 21 janvier 2022 avec un nouveau changement de label : Napalm Records. Avec ces changements, Kissin' Dynamite gagne en maturité surtout en ayant pris un certain recul à la suite de la pandémie de Covid-19 qui, selon Hannes Braun, s'est retrouvé quelque peu frustré à l'idée de devoir composer et faire un album sans avoir à faire de tournée dans le but de défendre leur nouvelles créations. Finalement, au soulagement général, les cinq musiciens repartent en tournée quelques mois après la sortie de leur dernier né le tout encouragé par la critique de continuer ainsi. Et c'est ce qu'il se passe ensuite avec, dans un premier temps la publication sur YouTube d'un clip intitulé Raise Your Glass le 12 mars 2024 annonçant la sortie de leur huitième album Back With A Bang qui arrive le 5 juillet de la même année. À l'automne, une tournée est activée en premier lieu en Europe pour l'année 2024, année à l'issue de laquelle deux dates au Japon sont ajoutées et est prévue de continuer en 2025.

## Membres
- Andreas Braun - guitare (depuis 2007)
- Jim Müller - guitare (depuis 2007)
- Sebastian Berg - Batterie (depuis 2021)
- Hannes Braun - chant (depuis 2007)
- Steffen Haile - basse (depuis 2007)
- Andreas Schnitzer - batterie (2007-2021)